# Chmeľová
Chmeľová (rusiń. Хмелёва, Chmelowa; ukr. Хмельова, Chmelowa) – wieś (obec) na Słowacji położona w kraju preszowskim, w powiecie Bardejów. Pierwsze wzmianki o miejscowości pochodzą z roku 1414.
Według danych z dnia 31 grudnia 2010, wieś zamieszkiwało 400 osób, w tym 206 kobiet i 194 mężczyzn.
W 2001 roku rozkład populacji względem narodowości i przynależności etnicznej wyglądał następująco:
- Słowacy – 40,99%
- Polacy – 0,25%
- Rusini – 40,99%
- Ukraińcy – 17,28%

W miejscowości znajduje się greckokatolicka cerkiew Zaśnięcia Przenajświętszej Bogarodzicy.